# Athénée Royal (Paris)
Pour l'appellation donnée à certains établissements scolaires, voir Athénée royal.
L'Athénée Royal de Paris est un établissement d'enseignement libre à destination du grand public, actif durant la première partie du XIXe siècle.

## Historique

### Le Musée de Monsieur
L'origine de l'établissement  remonte à l'époque révolutionnaire où est créé le Musée de Monsieur fondé le 11 décembre 1781 par l'aéronaute Pilâtre de Rozier. Dans ce premier musée technique, il réalise des expériences de physique et donne des cours sur les sciences aux membres de la noblesse. Le musée est installé d'abord rue Saint-Avoye, puis rue des Bons-Enfants à Paris. En décembre 1784 il déménage au Palais Royal, rue de Valois.

### Le Lycée républicain
Après la mort de Pilâtre du Rozier, en juin 1785, les membres de la collectivité « endettés, décontenancés, se réunirent, réorganisèrent la société, et lui donnèrent le titre de Lycée » Pendant la période révolutionnaire, le musée prend le nom de Lycée républicain, le 2 décembre 1793. Parvenant à traverser les crises politiques et financières, le Lycée retrouve l'équilibre financier à partir de 1800, notamment grâce au soutien du régime consulaire.

### L'Athénée de Paris
En avril 1802, le Lycée devient l'Athénée de Paris pour se distinguer des établissements d'enseignement secondaire que Napoléon Bonaparte crée par la loi du 11 floréal de l'an X (1er mai 1802).
En avril 1814, avec la Restauration, l'Athénée de Paris devient l'Athénée royal de Paris.

### L'Athénée Royal
En juin 1852, l'Athénée royal, aussi appelé Athénée Valois du fait de sa localisation rue de Valois, déménage 12 place Vendôme dans l'hôtel Baudard de Saint-James.

## Professeurs notables
À la suite d'une série de lectures sur la Constitution britannique, de décembre 1818 à juin 1819, et à la veille de son entrée dans la carrière parlementaire, Benjamin Constant y prononce, en février 1819, sa célèbre conférence sur la liberté des Anciens comparée à celle des Modernes.
L'écrivain Gustave Oesner-Monmerqué y enseigne comme professeur d'histoire sous la monarchie de Juillet, avant de partir pour l'ile de Bourbon en 1842.
Le chimiste Antoine-François Fourcroy, le médecin Louis-Jacques Moreau de la Sarthe, le médecin Jean-Joseph Sue, père de l'écrivain Eugène Sue, y enseignent. Un autre médecin, Achille Pierre Requin, est professeur d'hygiène et de physiologie de 1829 à 1831.
Pierre-Paul Royer-Collard en est un de ses animateurs.
En 1852, L'Athénée Royal est présidé par le comte Jules de Castellane, figure du Second Empire, mécène de l’art dramatique, excentrique, propriétaire connu pour ses fêtes mondaines,.

## Cours professés à l'Athénée Royal
- Benjamin Constant, De la liberté des Anciens comparée à celle des Modernes, 1819 (lire en ligne), p. 258-286
- Benjamin Constant, Œuvres politiques, Paris, Charpentiers et Cie, Libraires-éditeurs, 1874 (lire sur Wikisource), « IV, V. — De la liberté des anciens comparée à celle des modernes », p. 258-286
- Benjamin Constant, Éloge de Sir Samuel Romilly, prononcé à l'Athénée royal de Paris, le 26 décembre 1818, Paris, F. Béchet Aîné, 1819 (lire en ligne)
- M. Piédagnel, interne de première classe des hôpitaux et hospices civils de Paris, prosecteur à l'Athénée royal, Mémoire sur le vomissement, considéré dans l'état sain et dans les maladies cancéreuses de l'estomac, Paris, Méquignon-Marvis, 1821, 45 p. (lire en ligne)
- Julien-Joseph Virey, Histoire des mœurs et de l'instinct des animaux, Deterville, 1822 (lire en ligne)
- Antonio Buttura, Discours prononcé à l'Athénée royal de Paris le 6 mars 1819 par A. Buttura,  professeur de littérature italienne, Firmin-Didot, 1819, 42 p. (lire en ligne)
- Léon Simon, Cours de médecine homéopathique professé à l'Athénée royal de Paris, par le Dr Léon Simon, Athénée Royal de Paris, 19 décembre 1839, 24 p. (lire en ligne)
- Michel Berr, professeur de littérature allemande, Éloge de Benjamin-Constant, prononcé le 12 juin 1833, dans la chaire de l'Athénée royal de Paris, par Michel Berr,... avec une préface et des notes, Paris, Treuttel et Wurtz, 1836, 181 p. (lire en ligne)